# Jax Briggs
Jackson Briggs, más conocido como Jax, es un personaje ficticio de la serie de videojuegos de lucha Mortal Kombat. Jax iba a hacer su primera aparición en el primer Mortal Kombat con el nombre de Kurtis Stryker, pero se reservó hasta Mortal Kombat 2 y su nombre fue tomado para otro personaje.

## Biografía ficticia resumida
Jax solía ser el compañero militar de Sonya Blade. En su primera aparición (Mortal Kombat II), acude a un llamado de su compañera que lo termina llevando al Outworld, todo con el afán de dar caza al fugitivo Kano. Tras retornar al Earthrealm, intenta advertir a sus superiores sobre el riesgo que le tocó enfrentar, no siendo escuchado.
Para el siguiente torneo (Mortal Kombat III), Jax no sólo se prepara físicamente, sino que a su vez desarrolla una nueva arma biotecnológica, consistente en dos brazos robóticos con los que revestirá sus miembros superiores y cambiará su apariencia por el resto de la historia.
Tras los eventos de Mortal Kombat: Deadly Alliance, Jax, y el resto de Campeones de Tierra, son asesinados y convertidos en retornados. Ahora Jax sirve a los emperadores del Infierno, Liu Kang retornado y Kitana retornada.
En Mortal Kombat X, Jax aparece como retornado sirviente de Liu Kang, pero es rescatado por las Fuerzas Especiales y traído de nuevo a la vida. Jax se retira de la milicia, vuelve con su esposa, Vera, y tiene una hija, Jacqui Briggs, a la que Jax inculca el camino militar, uniéndose años después a las Fuerzas Especiales.
En Mortal Kombat 11, Jax se arrepiente de haber influenciado a Jacqui por el camino militar, Kronika saca ventaja de esto y lo manipula, engañándole y prometiéndole que en su nueva línea temporal, Jax y su familia vivirán felices, lejos de los campos de batalla. Jax se convierte entonces en un sirviente de Kronika y pelea contra su propia hija. Pero es vencido. Posteriormente, Jax enfrenta a Raiden en el barco de Kharon, para evitar que los ejércitos de la Tierra lleguen hasta la fortaleza de Kronika, pero Raiden lo derrota y lo hace entrar en razón, por lo que Jax decide ayudar a los ejércitos de la Tierra en su batalla contra Kronika.

## Apariciones en los juegos

### Mortal Kombat II

#### Biografía
El mayor Jackson Briggs es líder de un escuadrón de las Fuerzas Especiales, de donde la teniente Sonya Blade era miembro. Después de recibir una señal de Sonya, Jax se embarca en una misión de rescate con la esperanza de salvar a Sonya y atrapar al escurridizo Kano, criminal buscado y líder de la organización Dragón Negro. El rastro de Sonya lo lleva al terrible Mundo Exterior, donde el cree que Sonya y Kano siguen con vida y que Sonya es la prisionera de Kano.

#### Movimientos especiales
- Onda de energía: Es el impacto entre sus brazos, produciendo una onda colosal la cual paraliza momentáneamente al oponente.
- Quebradora: Un movimiento en el cual su puño atrapa al oponente en el aire, sujetándolo lo golpea contra el tobillo, dejándolo derribado
- Agarre de fuerza: Sujetando al oponente por uno de sus brazos, utiliza el otro para golpearlo simultáneamente con un grito personal, tal fuerza lo deja derribado.
- Temblor de tierra: Da un puñetazo contra el suelo, esparciendo una onda que paraliza al oponente.
- Impacto múltiple: En cercanía al oponente realiza su lanzamiento, aunque repetidamente cuatro veces.

#### Fatality
- Arranca brazos: Compacta su cuerpo, sus brazos fortalecidos toman los brazos del oponente, la fuerza resultante los arrancara, dejará del cuerpo dos flujos de sangre, finalmente, tirará los brazos de sus manos.
- Brazos de aplanamiento: A corta distancia del oponente, con el par de brazos fortalecidos y los impacta, pero eso ocurrirá en la cabeza del oponente causando la inevitable decapitación, la cabeza desaparecerá, el cuerpo caerá a un costado con el flujo de sangre.
- Friendship: Mostrando una sonrisa en su rostro, hace trabajar a sus manos, rápidamente muestra lo que traía, una tira de muñequitos de papel.
- Babality: Un bebé de piel morena, lleva un patalon corto acompañado de un par de botas.

#### Final
Jax encuentra a Sonya como prisionera al lado de su peor enemigo, Kano. Su única oportunidad de escapar era derrotando a los guardias del Mundo Exterior, y así gana el Torneo poniendo fin al reinado de Shao Kahn. Durante el caos que empezó después, Jax y Sonya escapan a través del portal dimensional por el cual entraron, Kano vuelve a eludir la captura pero Jax y Sonya saben que se cruzarán con él en el futuro.

### Mortal Kombat 3/Ultimate Mortal Kombat 3/Mortal Kombat Trilogy

#### Biografía
Sin poder convencer a sus superiores acerca de la amenazante llegada del Mundo Exterior, Jax empieza a prepararse para la futura batalla contra el ejército de Shao Kahn. Él ha desarrollado sus brazos usando unos implantes biónicos indestructibles. Esta es una guerra que Jax está preparado para ganar.

#### Movimientos especiales
- Disparo volcán: Movimiento de su brazo superior produciendo una combustión impactando en el rostro del oponente.
- Doble disparo volcán: Movimiento de ambos brazos produciendo dos combustiones que impactan en el rostro y en el torso al oponente.
- Quebradora: Un movimiento pen el cual su puño atrapa al oponente en el aire, sujetándolo lo golpea contra el tobillo, dejándolo derribado. Utilizado por la versión de Jax en Mortal Kombat II y en Mortal Kombat Trilogy.
- Agarre de fuerza: Sujetando al oponente por uno de sus brazos, utiliza el otro para golpearlo simultáneamente con un grito personal, tal fuerza lo deja derribado.
- Temblor de tierra: Da un puñetazo contra el suelo, esparciendo una onda que paraliza al oponente.
- Impacto biónico: Adelantando su brazo, se impulsa en una rafága y con la fuerza de su golpe derriba al oponente.
- Impacto múltiple: En cercanía al oponente realiza su lanzamiento, aunque repetidamente cuatro veces. Utilizado por la versión de Jax en Mortal Kombat II y en Mortal Kombat Trilogy.
- Onda de energía: Es el impacto entre sus brazos, produciendo una onda colosal la cual paraliza momentáneamente al oponente.

#### Fatality
- Sables: Convirtiendo sus brazos en un par de sables biónicos, y acercándose al oponente los agita y lo despedaza en charcos de sangre y restos, luego su brazos toman su anterior forma.
- Pie grande: Crece de manera inconmensurable, causando el terror de su oponente. Una gran pisada del gigante dejará solo un charco de sangre, el pie se quedara ahí.
- Brazos de aplanamiento:: A corta distancia del oponente, con el par de brazos fortalecidos y los impacta, pero eso ocurrirá en la cabeza del oponente causando una decapitación.
- Friendship: Tomando una cuerda empieza a dar saltos sobre ella como una rutina gimnástica.
- Babality: Un bebé de piel morena, lleva las botas y su pantalón, incluye sus brazos biónicos.
- Animality: Transformación en león fosforecente, saltando sobre su oponente empieza a devorar y maguñar su interior.
- Brutality: Combo de once golpes por el cual hace explotar el cuerpo de su oponente en restos y charcos de sangre.

#### Final
La segunda vez que Jax pelea contra las fuerzas de Shao Kahn, él estaba preparado. Pensando ser el hombre más fuerte de la Tierra, no tiene problema para probarlo. Primero venciendo al ejéricito de Kahn y después derrotando al mismo emperador. Cuando el mundo regresa a la normalidad, Jax y Sonya empiezan la Agencia de Investigación de Otros Reinos. Jax comienza la división exploradora que aprende a abrir portales con la ciencia en vez de la magia. Él encabeza la primera expedición hacia un nuevo Reino misterioso.

### Mortal Kombat 4/Mortal Kombat Gold

#### Biografía
Cuando Sonya desaparece mientras perseguía al último miembro del clan Dragón Negro, Jackson Briggs investiga su paradero. Pronto descubre que la misión de Sonya le ha llevado a combatir a un malvado dios ancestral. Esta es una batalla que deben ganar o su mundo se derrumbara a manos de Shinnok.

#### Movimientos especiales
- Disparo volcán: Movimiento de su brazo superior produciendo una combustión impactando en el rostro del oponente.
- Doble disparo volcán: Movimiento de ambos brazos produciendo dos combustiones que impactan en el rostro y en el torso al oponente.
- Quebradora: Un movimiento pen el cual su puño atrapa al oponente en el aire, sujetándolo lo golpea contra el tobillo, dejándolo derribado. Utilizado por la versión de Jax en Mortal Kombat II y en Mortal Kombat Trilogy.
- Agarre de fuerza: Sujetando al oponente por uno de sus brazos, utiliza el otro para golpearlo simultáneamente con un grito personal, tal fuerza lo deja derribado.
- Temblor de tierra: Da un puñetazo contra el suelo, esparciendo una onda que paraliza al oponente.
- Impacto biónico: Adelantando su brazo, se impulsa en una rafága y con la fuerza de su golpe derriba al oponente.
- Impacto múltiple: En cercanía al oponente realiza su lanzamiento, aunque repetidamente cuatro veces. Utilizado por la versión de Jax en Mortal Kombat II y en Mortal Kombat Trilogy.
- Onda de energía: Es el impacto entre sus brazos, produciendo una onda colosal la cual paraliza momentáneamente al oponente.

#### Arma
- Garrote de púas

#### Fatality
- Arranca Brazos: Compacta su cuerpo, sus brazos fortalecidos toman los brazos del oponente, la fuerza resultante los arrancara, dejara del cuerpo dos flujos de sangre, finalmente, tirara los brazos de sus manos.
- Brazos de Aplanamieto: A corta distancia del oponente, reúne en uno de sus brazos la fuerza que posee, recubriéndolo de una poderosa aura, realiza un mortal gancho que hace desaparecer la cabeza del oponente en una combustión.

#### Final
En un espacio de colinas, Sonya Blade intentaba detener a Jarek, cuando los dos están frente a frente Sonya le dice, "se acabó, los buenos han ganado de nuevo y Jarek le contesta con que permanecía fiel al Black Dragon, Sonya le responde Jarek, el Black Dragon Sonya permanecía en un espacio de colinas, intentaba detener a Jarek, quien sigilosamente se acercaba a ella, se detiene frente a Sonya con sentimientos de superioridad, Sonya le dice, "se acabó, los buenos han ganado de nuevo", a lo que Jarek contesta que permanecía fiel al Dragón Negro, Sonya le responde, "Jarek, el Dragón Negro terminó con Kano", Jarek grita "¡no!", ambos retroceden y se percata de que estaban en un risco, Jarek embiste a Sonya, pero ella lo esquiva y él cae al abismo, cuando Sonya hablaba con Jax, Jarek la sujeta del tobillo y la arrastra soltándola sobre el abismo. Jarek se levantó pero se topa con Jax, quien lo toma del cuello y lo regresa al precipicio, Jarek suplica "no me sueltes, cumple con la ley", Jax no hizo caso y lo suelta, Jax se detiene y medita de lo sucedido.

### Mortal Kombat: Special Forces

#### Biografía
Es el personaje principal de este juego, aunque la historia se desarrolla mucho antes del Mortal Kombat II, Jax posee sus característicos brazos biónicos, sus razones para combatir ahora es vengar la muerte de Teniente Sánchez a manos del Dragón Negro.

#### Movimientos especiales
- Disparo volcán: Movimiento de su brazo superior produciendo una combustión impactando en el rostro del oponente.
- Quebradora: Un movimiento en el cual su puño atrapa al oponente en el aire, sujetándolo lo golpea contra el tobillo, dejándolo derribado.
- Agarre de fuerza: Sujetando al oponente por uno de sus brazos, utiliza el otro para golpearlo simultáneamente con un grito personal, tal fuerza lo deja derribado.
- Temblor de tierra: Da un puñetazo contra el suelo, esparciendo una onda que paraliza al oponente.
- Impacto múltiple: En cercanía al oponente realiza su lanzamiento, aunque repetidamente cuatro veces.

#### Armas
- Lanzagranadas
- Bazooka
- Granada de mano
- Misil

### Mortal Kombat: Deadly Alliance

#### Biografía
Jax pasó gran parte de su tiempo en las instalaciones subterráneas de la Agencia de Investigación de Otros Reinos. Desde una enorme cámara mandaba a sus agentes a otros Reinos a través de portales interdimensionales que allí creaban. Dos de sus agentes, Cyrax y Kenshi, habían sido encomendados a viajar al Mundo Exterior: un dominio de extrañas criaturas y hechiceros locos. Jax pronto recordaría la amenaza tan grande que suponía ese reino para la Tierra. Tras recibir información del agente Kenshi acerca de la nueva amenaza del Mundo Exterior, Jax escapó por poco de la explosión que destruyó el cuartel de la agencia. Con la ayuda de Raiden, Jax viajó al Mundo Exterior para ajustar cuentas con el traidor que ahora servía a la Alianza Mortal. Jax juró que no mostraría clemencia con el responsable de la destrucción de la agencia. La caza a Hsu Hao ha comenzado.

#### Estilos de lucha
- Muay Thai
- Judo

#### Armas
- Tonfas metálicos

#### Remates
- Fatality: A corta distancia, Jax toma al oponente, lo eleva sobre su cabeza y lo impacta contra el suelo, una vez ahí salta sobre la cabeza del oponente, destrozándola por completo, al mismo tiempo que tiene un escalofrío, como si sintiera correr la sangre del oponente en sus venas

#### Final
Jax tenía que ajustar cuentas con el traidor al que él conocía como Hsu Hao, ahora que se sabía que era miembro del Dragón Rojo. Hsu Hao se había infiltrado en las Fuerzas Especiales de la Agencia de Investigación del Mundo Exterior y la había destruido con una mini-arma nuclear. Cumpliendo su promesa, Jax finalmente alcanzó a Hsu Hao, y en venganza, le arrancó el implante de su pecho. Hsu Hao sufrió una muerte terriblemente dolorosa.

### Mortal Kombat: Unchained

#### Biografía
Durante nuestro asalto a la Deadly Alliance, nos vimos superados por las hordas tarkatanos. Lo último que recuerdo fue que Raiden causó una explosión en la sala principal del palacio de Shang Tsung. Luego fui reanimado por Onaga, el cual controló mi mente para servirle. 
La brutalidad que tuve como peón de Onaga me asustó incluso a mí mismo. De no haber sido por Liu Kang, estaría asesinando a la gente que debo proteger, bajo el control de Onaga. Mi alma ha sido liberada. ¡Onaga, es hora de saldar cuentas contigo!

#### Estilos de lucha
- Muay Thai
- Judo

#### Armas
- Tonfas metálicas

#### Final
El Rey Dragón ha sido derrotado por todos nosotros, en especial por Jax. A pesar de haber absorbido las habilidades de todos los luchadores que me ayudaron, me vi sobrepasado por la brutalidad de Jax en el combate. Tras golpear una y otra vez a un Onaga moribundo, Jax resolvió el conflicto enterrándole un Kamidogu en la cabeza. No se de donde provino la gran ira de Jax, lo que espero es que haya sido purgada. Estas son palabras de Shujinko.

### Mortal Kombat: Armageddon
Jax combatió junto a los Guerreros de la Tierra contra la Alianza Mortal, siendo derrotado. Fue reanimado por Onaga y rescatado del control de este por Liu Kang. Asistió a la derrota de Onaga y ahora junto con los guerreros del bien emprende una fatídica misión a la Pirámide de Argus.

#### Estilos de lucha
- Muay Thai

#### Armas
- Tonfas metálicas

#### Final
Al absorber el poder de Blaze, el metal cibernético de sus brazos se extendieron por todo su cuerpo. Jax se transformó en un cyborg completamente. Entonces pudo controlar el chip neural que Sektor había implantado en su cerebro. Enfurecido, Jax derrotó a Sektor y clamó el liderazgo de su clan ninja, los Tekunin. Sus intenciones permanecen desconocidas, como también si volverá a las Fuerzas Especiales.

### Mortal Kombat 9
Un formidable guerrero condecorado y experto en combate cuerpo a cuerpo, el mayor Jackson Briggs tiene una nueva misión: investigar y combatir a la siniestra organización Dragon Negro. Junto con la teniente Sonya Blade, ha realizado numerosos allanamientos, pero cuando un informante de confianza quien resultó ser Kano, el mismísimo líder de la organización, Jax ordenó su captura como prioritaria. Jax y Sonya finalmente acorralaron a Kano en una misteriosa isla, pero los que se encontraban ahí los atraparon y obligaron a participar de un sangriento torneo: el Mortal Kombat.
Jax había sido encarcelado por los guardianes de Shang Tsung. Sonya, con ayuda de Raiden lo rescató y lo ayudaron a recuperarse. Ambos presencian la victoria de Liu Kang en el torneo y lo felicitan por ello, asistiendo a su consagración en el templo Wu Shi. Cuando de la nada aparece una horda de guerreros tarkatanos liderados por Baraka. Jax intentó hacerles frente, siendo noqueado tras acabar con un buen número. Al despertar, Raiden le informa que Sonya y Kano han sido secuestrados y encarcelados en el Mundo Exterior, por lo cual Jax acepta viajar con Raiden al siniestro Reino. Jax exige personalmente a Shao Kahn por la liberación de Sonya, pero este retruca enviando a Baraka a combatir. Jax derrota al tarkatano y Shao Kahn obliga a los contendientes de la Tierra que abandonen el recinto para continuar con el torneo del Mundo Exterior.
Jax, Raiden y Johnny Cage deciden buscar a Sonya mientras Liu Kang y Kung Lao hacen lo propio con Kitana, derrotando a Jade y a Sheeva en el camino. Jax libera a Sonya y esta le informa que Kano ha hecho un trato con Shao Kahn para venderle armas. En el camino para reencontrarse con Raiden se encuentran con Sub-Zero, atónitos porque lo vieron siendo asesinado por Scorpion. El Lin Kuei les indica que es hermano menor del que ellos se refieren y que esta a la caza de su asesino. Al circular por la Cámara de Almas, se encuentran con Ermac, quien los desafía. Jax le hace frente pero es derrotado y despojado de sus brazos por Ermac. Sonya se lleva a Jax mientras que Sub-Zero derrota a Ermac.
Jax se recupera de las graves heridas que le causó Ermac gracias a dos brazos biónicos que le fueron implantados en las fuerzas especiales, preparándose para una inminente invasión a la Tierra de parte del Mundo Exterior. Además es el encargado de reprogramar a Cyber Sub-Zero, el mismo ninja que encontraron en el Mundo Exterior, pero capturado y robotizado por el Lin Kuei.
Durante la emboscada de Sindel a la catedral en donde se refugiaban Raiden y los Guerreros, Jax es asesinado. Luego se lo puede ver reanimado pero bajo el control mental de Quan Chi en el Infierno.

#### X-Ray
Jax toma a su oponente y realiza una quebradora impactándolo contra la rodilla, luego lo toma nuevamente y hace otra quebradora, pero impactándolo contra su espalda.

#### Remates
- Agarro y destrozo: Jax primero aplasta la cabeza del oponente con un manotazo y luego le arranca los brazos.
- Gol: Jax entierra a su oponente con la fuerza de sus brazos, luego le patea la cabeza, desnucándolo, y con otra patada lo decapita, enviando la cabeza lejos.
- Babality: Jax se convierte en bebé y realiza un berrinche arrodillado, golpeando fuertemente el piso con sus brazos poderosos, causando ondas sísmicas.

#### Final
Tras derrotar a de Shao Kahn, muchos de los aliados de Jax desaparecieron, dejándolo solo para limpiar el desastre. Para rastrear a las fuerzas remanentes, usó un nuevo escáner informático que podía acceder a todas las bases de datos del mundo. Inadvertidamente, Jax logró entrar a la mente de Kano por medio de su implante ocular. Jax y Kano lucharon virtualmente, venciendo el primero. La conciencia de Kano fue puesta en cuarentena en la base de datos principal de las Fuerzas Especiales. Un peligroso criminal había sido neutralizado.

### Mortal Kombat X

#### Biografía
Jax había sido asesinado por Sindel durante la invasión de Shao Kahn y reanimado como un retornado por Quan Chi para servir a Shinnok. Durante la invasión, Raiden, Sonya y Johnny Cage asaltaron la fortaleza del hechicero Quan Chi. Jax, Scorpion y Sub-Zero los enfrentaon, siendo derrotados al igual que Quan Chi. Raiden revirtió el hechizo del brujo para que los retornados salgan de su control. Por eso, Jax y los ninjas regresaron a la  vida.
Retirdo de las Fuerzas Especiales, Jax se refugió en una granja, junto con su esposa, Vera. Tiempo después del nacimiento de su hija, Jacqui, Raiden le entregó una daga "Kamidogu" con la que había sellado a Shinnok para protegerla. Años después fue atacado por Reiko y forzado a entregar la daga a cambio de no matar a Vera, informándole a Raiden luego.
Con la crsis en el Mundo Exterior acechando, Jax a duras penas aceptó que Jacqui entrara a las Fuerzas Especiales, y luego, a suspender su retiro para investigar a Quan Chi en el Infierno. En ese lugar se contactó con la exmiembro de la Hermandad de la Sombra, Sareena, quien le brindó información y ayudó  a defenderse del hechicero y sus retonados.
De regreso a la Tierra, Jax colaboró en el campo de refugiados del Mundo Exterior.

#### Variantes
- Inflado: Jax gana más potencia en ataques con sus brazos mecánicos.
- Armamento pesado: Jax usa una bazuca para lanzar misiles.
- Luchador: Centrado en agarres, llaves y lanzamientos.

#### X-Ray
Jax azota a su víctima con un powerbomb para luego tomarlo de las piernas y estrellarlo nuevamente con una catapulta, rompiendo su columna y fracturándole costillas.

#### Remates
- Te destrozo: Jax destroza los brazos del oponente y después de fumarse un cigarro, le rompe la mandíbula y le deja el cigarro en ella a modo de cenicero.
- Jax, el descostillador: Jax le arranca al oponente tres costillas de su caja torácica y las clava en su cabeza, antes de romperle el cuello.
- Rompebrazos: Jax le rompe los brazos a su oponente para dejarlo agonizando de muerte.

### Mortal Kombat 11

#### Biografía
Dos años después de la derrota de Shinnok, Jax se refugia en su granja nuevamente. Ebrio y acabado, Jax se arrepiente de que su hija haya entrado a las Fuerzas Especiales, pensando que le arrebató la oportunidad de tener una vida normal, fuera del espectro militar. Kronika utiliza esos sentimientos confusos de Jax para manipularlo y volverlo voluntariamente su sirviente, al mismo tiempo que una versión joven de Jax ayuda a las Fuerzas Especiales.

#### Final
En el final de Jax en esta entrega, él utiliza el Reloj de Arena de Kronika para moldear la historia a su antojo, ignorando las advertencias de Raiden, Jax cambia la historia y hace que la esclavitud de los negros nunca haya existido. Ese final ha sido tachado de racista por algunas personas del sector gamer, con la justificación de que Jax tenía el poder de cambiar la historia para todas las razas (reales y ficticias) y él solamente se preocupó por los negros; y otra parte de la comunidad gamer simplemente se burla del enfado de los demás.